# Arietta (Nueva York)
Arietta es un municipio situado en el condado de Hamilton, en el estado de Nueva York, Estados Unidos. Tiene una población estimada, a mediados de 2022, de 292 habitantes.

## Historia
Fue fundado en 1836,con parte del territorio del municipio de Lake Pleasant.  En 1837, una parte de Arietta se destinó a la creación del municipio de Long Lake. Otra parte de Arietta fue agregada a Long Lake en 1861.